# Qutayba ibn Múslim
Abu-Hafs Qutayba ibn Múslim ibn Amr ibn al-Hussayn al-Bahilí (àrab: أبو حفص قتيبة بن مسلم بن عمرو بن الحُصَين الباهلي, Abū Ḥafṣ Qutayba b. Muslim b. ʿAmr b. al-Ḥuṣayn al-Bāhilī), més conegut simplement com a Qutayba ibn Múslim (669-715), fou un general àrab al servei del califat omeia.

## Orígens familiars
Era membre de la tribu Bàhila i d'una família notable amb propietats a Bàssora on fins i tot tenien una mesquita tribal. El seu pare Múslim fou nadim de Yazid I i durant la revolta d'al-Mukhtar va ser encarregat de la presó de Bàssora; després va prendre partit per Mússab ibn az-Zubayr i quan el domini d'aquest a l'Iraq es va acabar fou mort per orde d'Abd-al-Màlik ibn Marwan.

## Joventut
Va participar en la campanya contra el rebel Ibn al-Àixath i va cridar l'atenció d'al-Hajjaj ibn Yússuf, governador de l'Iraq i Orient, que li va donar el govern de Rayy (702), una vegada en fou expulsat el rebel Úmar ibn Abi-s-Salt. El seu bon govern va decidir a al-Hajjaj, probablement al començament del 705, a nomenar-lo governador de la província del Khorasan sota la seva dependència directe, substituint el iemenita al-Mufàddal al-Muhàl·lab (704-705), capgirant la situació local en favor dels Qays Aylan o àrabs del nord, ja que els bahiles eren tradicionalment favorables a aquests. Amb Qutayba el Khorasan deixà de ser un feu dels iemenites per ser-ho dels qaysites.

## Campanyes militars
Primer va consolidar el poder i va atreure als perses fins aleshores apartats dels llocs rellevants de poder, dels que va utilitzar les seves qualitats administratives. Després va conquerir Transoxiana, que els àrabs anomenaven Mawara al-Nahr (àrab ما وراء النهر). Cada primavera aixecava lleves de soldats al Khorasan per les seves campanyes a l'Àsia central. Primer va dominar Badghis i el Tukharistan que s'havia perdut; en les campanyes del 706 al 709 va dominar Baykand i Bukharà als sogdians. Entre 710 i 712 va dominar la vall de l'Oxus i va conquerir Coràsmia, i amb forces en part reclutades a Bukharà va assetjar i conquerir Samarcanda (712). I en les campanyes del 713 al 715 va dominar la vall del Iaxartes des de Shash, arribant a Isfidjab i Fergana. Va establir guarnicions a Bukharà i Samarcanda i potser a Kath (a Coràsmia), però en general els dihkans locals perses van poder conservar el poder a canvi de pagar un tribut; Qutayba va saber explotar molt bé les rivalitats entre els prínceps locals o l'existència d'un pretendent al tron a Coràsmia. Les tribus àrabs del Khorasan foren organitzades (seguint el model de Bàssora) en cinc grups:
- Azd
- Tamim
- Abi al-Aliya
- Bakr
- Abd al-Kays

### Campanya del Tukharistan 705
A la primera campanya militar només arribar al seu govern, es va dirigir contra els prínceps de Shuman, d'Akhrun i de Caghaniyan a l'Oxus superior. El príncep heftalita de Badghis, Tarkhan Nizak, es va sotmetre voluntàriament i després el va acompanyar a la campanya de Bukharà.

### Campanya de Baykand i Bukharà 706-709
La campanya per la conquesta de Baykand i Bukharà fou difícil. La primera ciutat fou ocupada i saquejada i això va fer augmentar la resistència dels sogdians dirigits per Wardan Khudah, però finalment, el 709, Bukharà, que havia rebut suport del kanat dels Turcs Occidentals, fou conquerida per assalt derrotant una resistència acarnissada. La ciutat va haver de pagar un tribut de 200.000 dirhams. Una guarnició àrab es va establir a la ciutat. El 712 s'hi va construir una mesquita, però la població local no hi anava i fou necessari pagar diners a la gent perquè assistissin a les oracions.

### Campanya del Tukharistan 709-710
Entre el 709 i el 710 Qutayba, amb el seu germà Abd al-Rahman ibn Muslim, va lluitar contra l'ara rebel Tarkhan Nizak, que s'havia aliat al yabghu del Tukharistan. Nizak finalment es va haver de rendir i se li va prometre l'aman (perdó), però Qutayba el va fer executar sense respectar la paraula donada. El domini àrab a Balkh va quedar establert de manera permanent.

### Campanya de Sistan, Coràsmia i Samarcanda 711-712
El 711 Qutayba es va traslladar al Sistan, província de la que havia confiat el govern al seu germà Amr ibn Muslim; els àrabs estaven assetjats a Zarang i Bust pel sobirà dels heftalites del sud, el zunbil del Zabulistan. Quan Qutayba va arribar el zunbil es va sotmetre temporalment, però una vegada va abandonar el país es va tornar a posar en campanya. El 712 Qutayba va marxar contra Coràsmia i aprofitant l'existència d'una lluita interne amb un pretendent al tron, va conquerir el país. A la tornada de Coràsmia, Qutayba va trencar el tractat que tenia amb Samarcanda, i va atacar aquesta ciutat i després d'un setge va imposar al seu sobirà, Ghurak, un nou tractat de pau.

### Campanyes de Sogdiana 713-715
El trencament del tractat amb Samarcanda amb la imposició d'un nou tractat, va afectar la credibilitat de Qutayba i els senyors locals sogdians van demanar ajut al kakhan dels Turcs Occidentals (o Türgesh) que va intervenir a la regió. Qutayba es va dirigir a la vall del Iaxartes, que estava al límit de les estepes de Tukharistan, i es va dirigir a Shash i Ushrusana fent incursions cap a la vall de Fergana (713 i 714); una suposada expedició cap a Kaixgar podria ser només una faula.

## Caiguda
La situació política va canviar el 714/715. El 714 va morir el governador al-Hajjaj, que era el seu superior. El 715 califa al-Walid I ibn Abd-al-Malik (705–715) va ser succeït per Sulayman ibn Abd-al-Malik (715–717) i es va produir l'ascens dels iemenites en detriment dels kaysites fins llavors hegemònics. Quan va saber la mort del califa, Qutayba era a Fergana. El nou califa el va confirmar en el seu càrrec, però Qutayba va intuir que venia un canvi d'actitud i es va revoltar. No obstant només va trobar suport en la seva família, la seva tribu i els arquers perses de la seva guàrdia; però els àrabs en general, i els mawla (conversos) perses manats per Hayyan al-Nabati (abans els seus fidels), van refusar sumar-se a la rebel·lió. Els seus propis soldats el van matar junt amb alguns membres de la seva família (segons unes fonts l'agost del 715 i segons altres a la tardor del mateix any). El va substituir Waki ibn Abi l-Sud al-Tamimi.
El seu fill Muslim ibn Qutayba (mort el 766) fou dues vegades governador de Bàssora, i el net Abu Amr Said ibn Salm (mort el 832) fou governador d'Armènia, Mossul, Djazira, Sistan, Sind i Tabaristan.